# Мора (Нью-Мексико)
Мора (англ. Mora) — переписна місцевість (CDP) в США, в окрузі Мора штату Нью-Мексико. Населення — 547 осіб (2020).

## Географія
Мора розташована за координатами 35°57′48″ пн. ш. 105°19′52″ зх. д. / 35.96333° пн. ш. 105.33111° зх. д. (35.963299, -105.331157).  За даними Бюро перепису населення США в 2010 році переписна місцевість мала площу 20,67 км², уся площа — суходіл.

## Демографія
Згідно з переписом 2010 року, у переписній місцевості мешкало 656 осіб у 278 домогосподарствах у складі 168 родин. Густота населення становила 32 особи/км².  Було 373 помешкання (18/км²).
Расовий склад населення:
| - 69,4 % — білих - 0,8 % — корінних американців - 0,2 % — азіатів - 27,9 % — осіб інших рас |

До двох чи більше рас належало 1,8 %. Частка іспаномовних становила 90,4 % від усіх жителів.
За віковим діапазоном населення розподілялося таким чином: 22,7 % — особи молодші 18 років, 56,3 % — особи у віці 18—64 років, 21,0 % — особи у віці 65 років та старші. Медіана віку мешканця становила 42,9 року. На 100 осіб жіночої статі у переписній місцевості припадало 110,3 чоловіків;  на 100 жінок у віці від 18 років та старших — 106,1 чоловіків також старших 18 років.
Середній дохід на одне домашнє господарство  становив 20 730 доларів США (медіана — 23 193), а середній дохід на одну сім'ю — 24 100 доларів (медіана — 23 804). За межею бідності перебувало 6,0 % осіб, у тому числі 0,0 % дітей у віці до 18 років та 42,1 % осіб у віці 65 років та старших.
Цивільне працевлаштоване населення становило 122 особи. Основні галузі зайнятості: публічна адміністрація — 54,9 %, освіта, охорона здоров'я та соціальна допомога — 32,0 %, науковці, спеціалісти, менеджери — 13,1 %.